# David Alexander Nunn

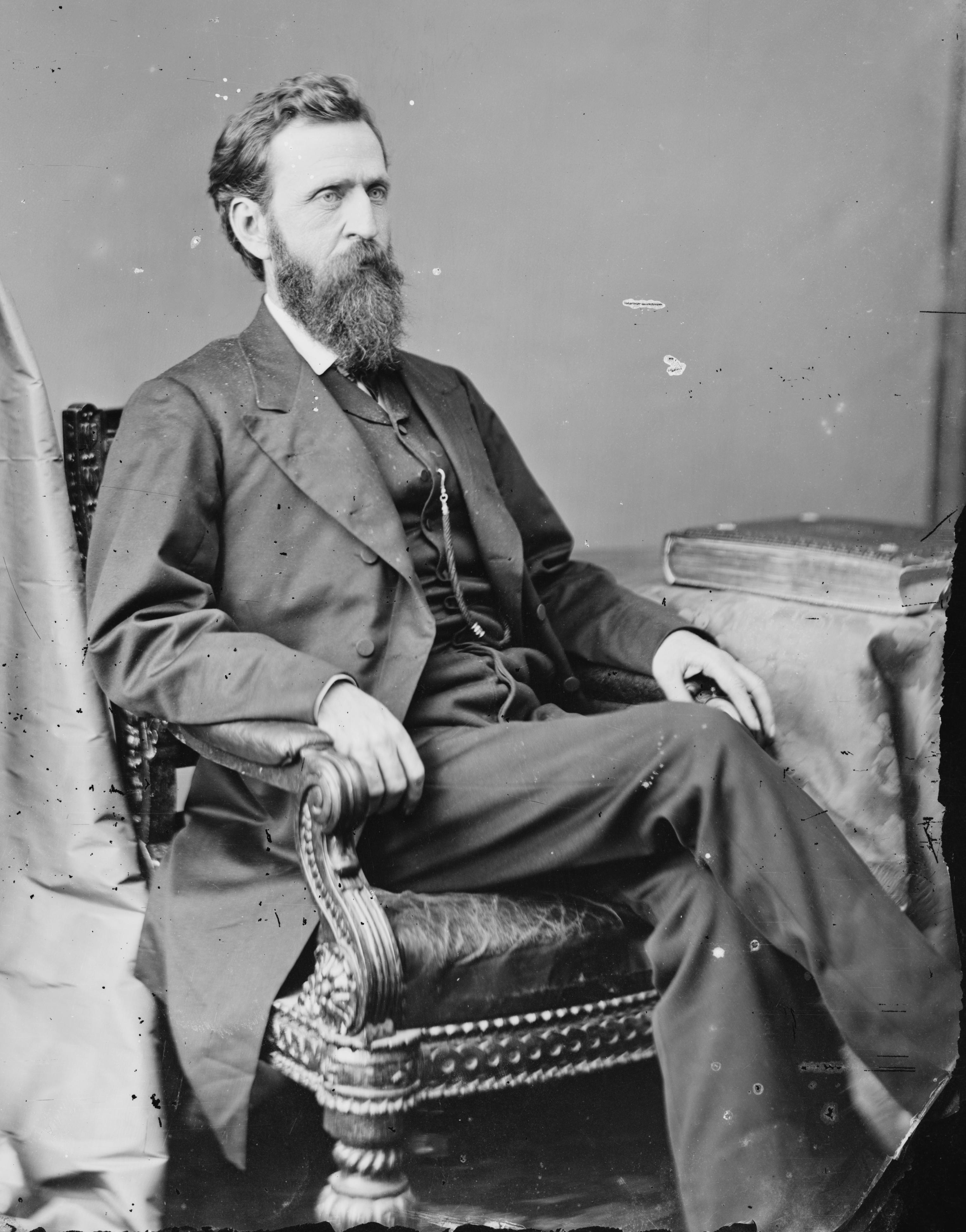
David Alexander Nunn

David Alexander Nunn (* 26. Juli 1833 bei Brownsville, Tennessee; † 11. September 1918 ebenda) war ein US-amerikanischer Politiker. Zwischen 1867 und 1869 sowie nochmals von 1873 bis 1875 vertrat er den Bundesstaat Tennessee im US-Repräsentantenhaus.

## Werdegang
David Nunn besuchte zunächst private Schulen und studierte danach am West Tennessee College in Jackson. Nach einem anschließenden Jurastudium an der Cumberland University in Lebanon und seiner im Jahr 1853 erfolgten Zulassung als Rechtsanwalt begann er in Brownsville in seinem neuen Beruf zu arbeiten. Im Jahr 1860 war er bei den Präsidentschaftswahlen Wahlmann für die Unionisten. Danach wurde er Mitglied der Republikaner. Im Jahr 1864 war er erneut Wahlmann bei den Präsidentschaftswahlen, wo er Amtsinhaber Abraham Lincoln, dem Kandidaten seiner neuen Partei, seine Stimme gab. Von 1865 bis 1867 saß Nunn als Abgeordneter im Repräsentantenhaus von Tennessee.
Bei den Kongresswahlen des Jahres 1866 wurde Nunn im achten Wahlbezirk von Tennessee in das US-Repräsentantenhaus in Washington, D.C. gewählt, wo er am 4. März 1867 die Nachfolge von John W. Leftwich antrat. Da er im Jahr 1868 nicht bestätigt wurde, konnte er bis zum 3. März 1869 zunächst nur eine Legislaturperiode im Kongress absolvieren. Diese war von den Spannungen zwischen seiner Partei und Präsident Andrew Johnson geprägt. Dieser Konflikt gipfelte in einem nur knapp gescheiterten Amtsenthebungsverfahren gegen den Präsidenten. Im Jahr 1868 wurde im Kongress der 14. Verfassungszusatz verabschiedet.
Zwischen April und November 1869 war David Nunn als Nachfolger von William T. Coggeshall amerikanischer Gesandter in Ecuador. Bei den Wahlen des Jahres 1872 wurde er erneut im achten Distrikt in den Kongress gewählt, wo er am 4. März 1873 William Wirt Vaughan ablöste. Da er im Jahr 1874 nicht wiedergewählt wurde, konnte er bis zum 3. März 1875 nur eine weitere Legislaturperiode im Kongress verbringen. Zwischen 1881 und 1885 war David Nunn als Secretary of State der geschäftsführende Beamte der Regierung von Tennessee. Zwischen 1897 und 1902 amtierte er als Leiter der Bundessteuerbehörde in Nashville. Anschließend zog er sich in das Privatleben zurück. Er starb am 11. September 1918 in seinem Heimatort Brownsville.